# Canada op de Olympische Winterspelen 1928
Tijdens de Olympische Winterspelen van 1928, die in Sankt Moritz (Zwitserland) werden gehouden, nam Canada voor de tweede keer deel.

## Medailleoverzicht
| Sport     | Olympiër       | Discipline | Medaille |
| --------- | -------------- | ---------- | -------- |
| IJshockey | Olympisch team | mannen     | Goud     |

## Deelnemers en resultaten

### Kunstrijden
| Olympiër                  | Discipline | Resultaat | Prestatie               |
| ------------------------- | ---------- | --------- | ----------------------- |
| Montgomery Wilson         | mannen     | 13e       | pc. 92; 1345,00 punten  |
| Jack Eastwood             | mannen     | 16e       | pc. 106; 1136,25 punten |
| Cecil Smith               | vrouwen    | 5e        | pc. 32; 2213,75 punten  |
| Constance Wilson          | vrouwen    | 6e        | pc. 35; 2173,00 punten  |
| Maude Smith Jack Eastwood | paarrijden | 5e        | pc. 95,5; 67,25 punten  |

### Langlaufen
| Olympiër         | Discipline | Resultaat | Prestatie |
| ---------------- | ---------- | --------- | --------- |
| William Thompson | 18 km (m)  | 38e       | 2:12.24   |
| Merritt Putman   | 18 km (m)  | 41e       | 2:22.40   |

### Noordse combinatie
| Olympiër         | Discipline | Resultaat | Prestatie                                                       |
| ---------------- | ---------- | --------- | --------------------------------------------------------------- |
| Merritt Putman   | mannen     | 27e       | 4,853 punten 18 km: 0,000 (2:22.40) schans: 9,706 (35,0+37,5 m) |
| William Thompson | mannen     | dnf       | opgave                                                          |

### Schaatsen
| Olympiër       | Discipline | Resultaat | Prestatie |
| -------------- | ---------- | --------- | --------- |
| Charles Gorman | 500 m (m)  | 7e        | 43,9      |
| Charles Gorman | 1500 m (m) | 12e       | 2.28,4    |
| Willy Logan    | 500 m (m)  | 11e       | 45,2      |
| Willy Logan    | 1500 m (m) | 21e       | 2.35,6    |
| Willy Logan    | 5000 m (m) | 29e       | 10.10,3   |
| Ross Robinson  | 500 m (m)  | 14e       | 45,9      |
| Ross Robinson  | 1500 m (m) | 17e       | 2.32,3    |
| Ross Robinson  | 5000 m (m) | 22e       | 9.38,9    |

### Schansspringen
| Olympiër      | Discipline | Resultaat | Prestatie                   |
| ------------- | ---------- | --------- | --------------------------- |
| Gerald Dupuis | mannen     | 16e       | 15,500 punten (49,0+51,0 m) |

### IJshockey

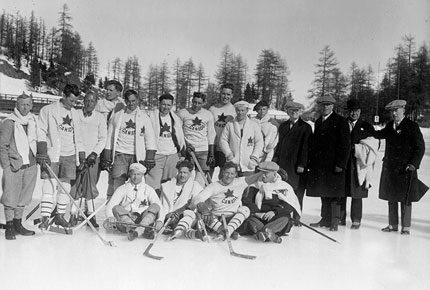
Canadees ijshockeyteam 1928

| Olympiër | Discipline | Resultaat | Prestatie                                                                                        |
| --- | ---------- | --------- | ------------------------------------------------------------------------------------------------ |
| Charles Delahay Frank Fisher Louis Hudson Norbert Mueller Herbert Plaxton Hugh Plaxton Roger Plaxton John Porter Frank Sullivan Joseph Sullivan Ross Taylor David Trottier | mannen     | Goud      | finaleronde: 11 - 0 Canada - Zweden 14 - 0 Canada - Groot-Brittannië 13 - 0 Canada - Zwitserland |

Argentinië · België · Canada · Duitsland · Estland · Finland · Frankrijk · Groot-Brittannië · Hongarije · Italië · Japan · Joegoslavië · Letland · Litouwen · Luxemburg · Mexico · Nederland · Noorwegen · Oostenrijk · Polen · Roemenië · Tsjecho-Slowakije · Verenigde Staten · Zweden · Zwitserland